# Яхим Корецький
Юхим (Йоахим) Корецький герба Погоня (пом. в перших місяцях 1613) — руський князь і магнат, молодший син волинського воєводи князя Богуша Корецького й Марії Василівни Чаплич.
В 1576 році по смерті свого батька успадкував родові володіння князів Корецьких. Прийнявши унію, разом зі своєю дружиною Ганною (сестрою гетьмана великого литовського Яна Кароля Ходкевича) сприяв її розповсюдженню серед своїх підлеглих. З 1596 по 1602 тривала справа князя з Києво-Печерською лаврою: челядь Корецького грабувала монастирських селян, забирала майно й захоплювала землі. В 1598 озброєні загони князя пограбували монастирське містечко Хотів, розбивши монастирський двір та спричинили шкоди до 40 тисяч золотих. Завдяки старанням відомого архимандрита Никифора Тура, що заручився підтримкою князя Костянтина Василя Острозького, тяжба, не дивлячись на всі потуги Корецького, була вирішена королем Сигізмундом III на користь лаври.

## Родина
Восени 1580 одружився з Ганною Іванівною Ходкевич (?-1626), донькою генерального старости жмудського й каштеляна віленського графа Яна Єроніма Ходкевича й Кристини Зборовської. У шлюбі мав дітей:
- Марцибеллу Анну (?-1648), згодом дружина спершу Миколи Глібовича (?-1632) і вдруге — Яна Раковського (?-?);
- Софію Серафиму (?-після 1630), монашка з 1626 року в Корецькому монастирі;
- Гелену (Олену) (?-?), згодом дружина польного гетьмана коронного Мартина Калиновського (бл. 1605—1652);
- Лавінію (Леоніллу) (?-1641), згодом дружина з 1609 року ордината клецького князя Яна Ольбрахта Радзивілла (1591—1626);
- Ізабеллу (1595—1669), згодом дружина з 1617 року князя Миколая Юрія Чарторийського (1585—1661);
- Самійла (бл. 1586—1622), згодом одруженого з молдавською княжною Катериною Могилою (1590—1618);
- Кароля (бл. 1588—1633), згодом одруженого з Анною Потоцькою (1593—1623), яка в першому шлюбі була дружиною Станіслава Гольського (бл. 1553—1612), а в другому — князя Костянтина Заславського (?-1615).